# Stonemyia isabellina
Stonemyia isabellina är en tvåvingeart som först beskrevs av Christian Rudolph Wilhelm Wiedemann 1828.  Stonemyia isabellina ingår i släktet Stonemyia och familjen bromsar. Inga underarter finns listade i Catalogue of Life.